# Walter Turczyk
Walter Stefan Turczyk (ur. 26 grudnia 1909 w Siemianowicach Śląskich, zm. 19 października 1976 w Celle w Niemczech) – polski lekkoatleta, olimpijczyk.

## Życiorys
Specjalizował się w rzucie oszczepem. W latach 30. XX w. był czołowym zawodnikiem Polski w tej konkurencji, rywalem Eugeniusza Lokajskiego.
Startował na Igrzyskach Olimpijskich w Berlinie w 1936, gdzie zajął 10. miejsce. Cztery razy zdobywał mistrzostwo Polski (w 1932, 1933, 1935 i 1937), a raz (w 1934) był wicemistrzem. Dwukrotnie ustanawiał rekord Polski. Ten drugi był jego rekordem życiowym - 70,53 m.
Startował w klubach Pogoń Katowice, AZS Poznań i Warta Poznań.
W czasie II wojny światowej przyjął obywatelstwo niemieckie jako Reichsdeutscher. Służył w oddziałach SS. Po wojnie pozostał w Niemczech, gdzie zmarł.